# Philantomba maxwellii
Il cefalofo di Maxwell (Philantomba maxwellii C. H. Smith, 1827) è un piccolo cefalofo originario dell'Africa occidentale.

## Tassonomia
Attualmente, gli studiosi riconoscono due sottospecie di cefalofo di Maxwell:
- P. m. maxwellii C. H. Smith, 1827 (da Senegal e Gambia alla Nigeria sud-occidentale);
- P. m. danei Hinton, 1920 (Sierra Leone).

## Descrizione
Il cefalofo di Maxwell misura 63–76 cm di lunghezza, 35–42 cm di altezza al garrese e pesa 5–10 kg; la coda è lunga 12–15 cm. Il mantello, liscio, è di colore grigio ardesia o grigio-marrone, e si fa più chiaro sulla parte inferiore del collo e sul ventre. Rispetto al cefalofo azzurro, ha la maschera facciale più scura e la testa più spigolosa. La fronte e il naso sono di colore marrone scuro o nero fumo e sono circondati da strisce grigio-biancastre che da sopra gli occhi scendono fino al naso. Le ghiandole mascellari, presenti sulla guancia, davanti agli occhi, sono estremamente grandi e caratteristiche. La coda è sottile ed è contornata da peli bianchi. Le brevi corna a forma di spina, presenti in entrambi i sessi, sono situate tra le orecchie e si ergono quasi verticalmente. Corrugate alla base, possono raggiungere una lunghezza di 5 cm, ma possono essere nascoste dal ciuffo frontale marrone scuro.

## Distribuzione e habitat
Il cefalofo di Maxwell è diffuso in tutte le foreste umide di pianura dell'Africa occidentale, fino alle savane adiacenti. Il suo areale si estende dal Gambia occidentale e dal Senegal sud-occidentale fino al fiume Cross, in Nigeria.
Oltre che nelle foreste pluviali, vive anche nelle foreste rivierasche e nei mosaici di foresta e savana. Gran parte del suo habitat originario è stato distrutto dall'avanzata degli insediamenti umani e dell'agricoltura, ma il cefalofo di Maxwell si è adattato benissimo anche a vivere nelle boscaglie o perfino nelle aree agricole, in prossimità degli insediamenti.

## Biologia
Come molte piccole antilopi di foresta, il cefalofo di Maxwell è una specie notturna che per la sua prudenza è molto difficile da osservare. Si muove convulsamente, spesso muovendo qua e là la coda. Quando è allarmato, corre subito al riparo. Le coppie occupano territori i cui confini vengono marcati attivamente da ambo i sessi con le secrezioni delle ghiandole preorbitali. Si ritiene che la specie sia molto territoriale, dal momento che coppie vicine non sovrappongono mai i confini dei territori. Gli esemplari sconosciuti vengono solitamente cacciati via dai proprietari dello stesso sesso. Sono comuni marcature mutue tra due individui (generalmente membri della stessa coppia), effettuate strofinando insieme le teste. Luoghi particolari, utilizzati come latrine, sono collegate ai luoghi dove gli animali riposano frequentemente da una serie di sentieri ben definiti.
Questa specie si nutre di frutta, erbe, arbusti e germogli freschi.
La maggior parte delle nascite avviene tra gennaio e marzo, con una seconda «mandata» in agosto-settembre. Generalmente ogni femmina partorisce un unico piccolo all'anno, dopo una gestazione di 120 giorni. I piccoli sono in grado di stare in piedi poco tempo dopo la nascita, e nel giro di qualche ora possono perfino camminare. Generalmente rimangono con i genitori per tutto il primo anno di vita. Le femmine raggiungono la maturità sessuale a 9-12 mesi, i maschi a 12-18. Il cefalofo di Maxwell può vivere fino a 10-12 anni.
Tra i predatori di questo animale ricordiamo leopardi, gatti dorati, serval, gatti selvatici africani,scimpanzé,civette, grossi rapaci, coccodrilli, varani e pitoni.

## Conservazione
Generalmente abbondante in tutta la zona delle foreste della Guinea, quello di Maxwell è il cefalofo più numeroso della Costa d'Avorio, dove nei pressi del Parco Nazionale di Taï ne è stata registrata una densità di 79 capi/km².
La popolazione totale è stata stimata sui 2.137.000 capi, ma nonostante la resilienza alla pressione venatoria e la sua adattabilità ad habitat forestali degradati, i numeri mostrano una generale tendenza alla diminuzione in molte zone, specialmente al di fuori delle aree protette.
Il cefalofo di Maxwell viene inserito dalla IUCN tra le specie a basso rischio. La principale minaccia per la sua sopravvivenza è costituita dalla caccia datagli per il commercio del bushmeat.